# Врзићи
Врзићи су насељено мјесто у саставу града Сења у Личко-сењској жупанији, Република Хрватска.

## Географија
Налазе се око 23 км југоисточно од Сења.

## Становништво
Насеље је на попису становништва из 2011. године имало 8 становника.

## Попис 1991.
На попису становништва 1991. године, Врзићи су имали 39 становника, сљедећег националног састава:
| Попис 1991.‍ | Попис 1991.‍ | Попис 1991.‍ | Попис 1991.‍ | Попис 1991.‍ |
| ----------- | ----------- | ----------- | ----------- | ----------- |
|             |             |             |             |             |
| Срби        | Срби        |             | 39          | 100%        |
| укупно: 39  |             |             |             |             |